# Tony Leon

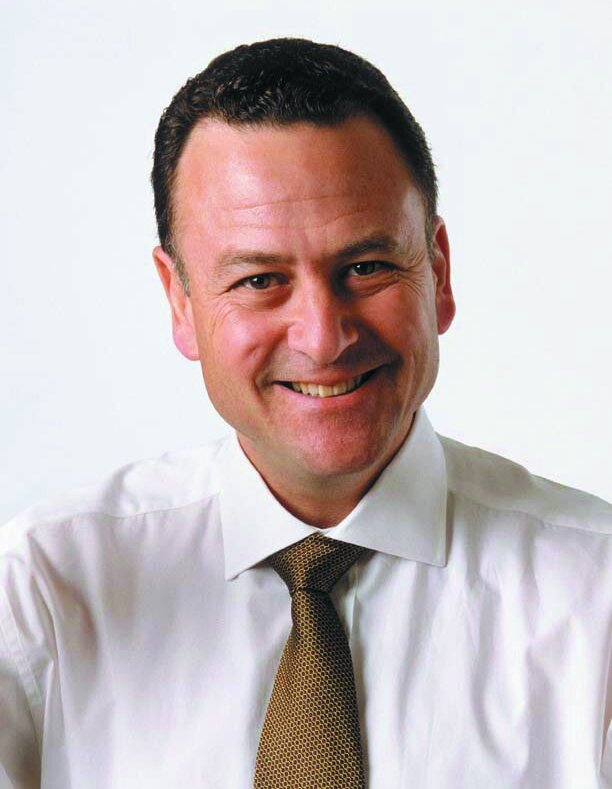
Tony Leon

Anthony „Tony“ James Leon (* 15. Dezember 1956) ist ein südafrikanischer Politiker. Er war von 1999 bis 2007 Vorsitzender der Demokratischen Allianz, der zu dieser Zeit größten Oppositionspartei Südafrikas.

## Leben
Leon wurde in eine jüdische Familie geboren und besuchte das in der Nähe von Durban gelegene Kearsney College. Mit 18 Jahren wurde er Organisator für die Progressive Party, eine der Oppositionsparteien während der Apartheidszeit. Leon studierte Rechtswissenschaften an der Witwatersrand-Universität. Während seiner Studienzeit war er Vorsitzender der Jurastudentengruppe und Vize-Vorsitzender der Studentenvertretung. 1986 wurde Leon Dozent an der dortigen juristischen Fakultät. Im gleichen Jahr wurde er in den Johannesburger Stadtrat gewählt, wo er die Führung der Opposition übernahm.
1989 wurde Leon für den Wahlkreis Houghton für die Democratic Party (DP), wie seine Partei nach zwei vorangegangenen Fusionen nun hieß, ins südafrikanische Parlament gewählt. In den Jahren 1990–1994 stand er der Bill Of Rights-Kommission vor, war Mitglied der „Convention for a Democratic South Africa“ (CODESA) und Delegierter bei den Mehrparteiengesprächen in Kempton Park.
1994 zog Leon nach den ersten im Anschluss an die Apartheidszeit stattfindenden Wahlen erneut ins Parlament ein. Nachdem die Neue Nationale Partei, die frühere Trägerin des Apartheidssystems, bei den Wahlen von 1999 dramatisch an Stimmen verloren hatte, wurde Leon damit faktisch zum Oppositionsführer in dem vom ANC mit einer Zweidrittelmehrheit dominierten Parlament. Bei den Wahlen von 2004 konnte die sich mittlerweile Democratic Alliance (DA) nennende Partei mit einem Ergebnis von 12,37 % ihren bisher größten Wahlerfolg feiern.
Leon profilierte sich während seiner Zeit als Oppositionsführer als scharfer Kritiker der Regierung, der er Versagen in der Bekämpfung der Armut, Arbeitslosigkeit und der Ausbreitung von Aids vorwarf.
Im November 2006 erklärte Leon, dass er bei den im April 2007 stattfindenden Wahlen zum Parteivorsitz nicht mehr antreten werde. Seine Nachfolge trat bei diesen Wahlen die Kapstädter Bürgermeisterin Helen Zille an. Leon behielt allerdings seinen Sitz im Parlament bis zu den Wahlen von 2009. Am 3. August 2009 wurde er zum Botschafter Südafrikas für Argentinien, Uruguay and Paraguay in Buenos Aires ernannt. Im September 2012 kehrte er zurück. Seither ist er als Berater, Redner und Schriftsteller tätig. Im Mai 2014 veröffentlichte er das Werk Opposite Mandela – Encounters with South Africa’s Icon.

## Sonstiges
Bei der von der Rundfunkgesellschaft SABC im September 2004 veranstalteten Wahl zu den „100 größten Südafrikanern aller Zeiten“ schaffte es Leon auf Platz 16.